# Llau de la Torroella
La llau de la Torroella és una llau del terme de la Torre de Cabdella, dins de l'antic terme de la Pobleta de Bellveí.
Es forma a les Bordes d'Envall, al sud-oest de la de Senterada i al nord-est de la de Capverd, des d'on davalla cap al sud-oest passant ran de la Borda d'Alberto. Pels Cots, delimita pel nord l'Obaga de la Torroella. Ja en els seus darrers metres, passa per sota del Pont de la Torroella (pont damunt seu de la carretera L-503) i per migdia de la Granja del Marxant, on ja s'aboca en el Flamisell.